# Peeling
O peeling é uma das técnicas de clareamento da pele, que utiliza, dentre outras possibilidades, o ácido tricloroacético.
É um dos procedimentos de medicina estética capaz de promover a renovação celular, de forma progressiva, estimulando a regeneração natural dos tecidos. O peeling pode ser a laser ou químico, incluindo os peelings de fenol, que são os mais eficazes para o rejuvenescimento facial mais efetivo. São técnicas de bioplastia capazes de estimular a produção de colágeno e elastina, grandes responsáveis pela regeneração celular.

## Peeling a laser
Realizado com um aparelho de laser ablativo, ou seja, que destrói as camadas mais superficiais da pele, objetivando melhora das rugas e manchas após a epitelização (crescimento de nova pele).

## Peeling químico

### Ácido retinoico
Utilizado para peeling mais superficial, é o mais indicado para tratamento de estrias e sua aplicação necessita que ele permaneça em contato com a pele por algumas horas, antes de ser removido. Costuma-se ter uma recuperação mais demorada que um peeling a laser, pois a pele pode permanecer vermelha por muito tempo, até dois ou três meses.

### Ácido tricloroacético
Em uma concentração que varia de 15% a 50%, o peeling médio de ácido tricloroacético é aplicado com um palito envolto em algodão. Passa-se na pele uma ou mais vezes até atingir um aspecto branco uniforme, denominado Frost II.

### Fenol
É o método mais forte, utilizado para peeling profundo. Tem como característica principal o maior resultado em termos de manchas e rugas, pelo fato de atingir camadas mais profundas da pele. Por esse motivo, é também o mais perigoso. Sua concentração mais usual é de oitenta e oito porcento e na primeira passada já costuma chegar ao Frost II.